# Pseudomops americanus
Pseudomops americanus är en kackerlacksart som först beskrevs av Henri Saussure 1869.  Pseudomops americanus ingår i släktet Pseudomops och familjen småkackerlackor. Inga underarter finns listade i Catalogue of Life.